# 法堤·史帝
法堤·史帝（1976年10月26日—）是一名阿爾及利亞射擊運動員，曾代表國家參加2012年倫敦奧運的男子十米氣手槍比賽，並未獲得獎牌。